# FN Herstal
La Fabrique Nationale Herstal (en català, Fàbrica Nacional Herstal), també anomenada FN Herstal o FN, és una empresa armamentística especialitzada en el disseny i producció d'armes de foc i municions. Està situada a la localitat de Herstal i és propietat del govern regional de Valònia.
FN és una filial de l'empresa belga "Herstal Group" que també és propietària de les empreses estatunidenques U.S. Repeating Arms Company (Winchester Repeating Arms Company) i de Browning. FN Herstal també compta amb dues filials als Estats Units d'Amèrica: FN Manufacturing amb seu a Columbia, South Carolina, on hi fabrica armes com el fusell M16, i FNH USA, amb seu a McLean (Virgínia), que s'ocupa de la comercialització dels seus productes en aquest país.

## Història
L'empresa té el seu origen en la Fabrique Nationale d'Armes de Guerre creada el 1889 per fabricar els 150.000 fusells Mauser encarregats per armar l'exèrcit belga. La companyia es va crear amb la unió dels armers de la regió de Liège, dels quals la participació majoritària era de Henri Pieper (propietari d'Anciens Etablissements Pieper). L'any 1897 la companyia va començar una llarga col·laboració amb el conegut dissenyador d'armes John Browning.
A més d'armes FN també va produir diversos vehicles a motor, incloent-hi automòbils (fins al 1935), motocicletes (fins al 1965) i camions (fins al 1970). Per reflectir la diversificació de mercats més enllà de l'armamentístic la companyia va canviar el seu nom l'any 1973 a Fabrique Nationale d'Herstal.
FN Herstal és avui en dia un fabricant d'armes de foc reconegut i amb presència arreu del món, i les seves armes estan en servei a més de 100 països.
Entre els dissenys recents d'armes més destacats hi ha aquests:
- Fusell d'assalt FN SCAR
- Subfusell FN P90

## Vehicles
FN va produir també bicicletes, automòbils i motocicletes fins a ben entrada la dècada del 1960, concretament durant aquests anys:
- Fabricant de bicicletes de 1895 a 1927
- Fabricant d'automòbils de 1900 a 1935
- Fabricant de motocicletes de 1901 a 1965

El 1901 va aparèixer el primer model de velomotor FN, amb transmissió per mitjà de corretja plana i motor de 133 cc. El 1905, la firma creà la primera motocicleta amb motor de quatre cilindres del món. Duia transmissió per eix, sense cardan, i magneto-ignició, amb fre de tambor posterior.
El 1923 aparegué l'esportiva de 350 cc amb vàlvules aèries, lubrificació de càrter sec i 3 velocitats. El 1926, l'esportiva de 500 cc. Durant aquella època, FN protagonità la primera travessia del Sàhara en moto, més de 50 anys abans del primer Ral·li Dakar. A escala competitiva, la marca assolí 81 rècords mundials en solitari dins les cilindrades de 350, 500, 750 i 1.000 cc, i en sidecar de 350 i 600 cc.
Entre el 1935 i el 1940, FN va fabricar un vehicle híbrid de tres rodes anomenat "Tri-car", tipus motocarro, compost per una gran motocicleta i una caixa de transport que formaven un tot, com una furgoneta. FN produí també diveros models de motocicleta militar, entre ells la M 12 SM, equipada amb motor bicilíndric de 1.000 cc, caixa de canvis de quatre velocitats amb marxa enrere i transmissió per cardan. El sidecar, blindat, estava equipat amb una roda motriu accionada a voluntat.
Després de la Segona Guerra Mundial, la marca llançà la gamma FN XIII, amb motors de 250, 350 i 450 cc. Durant les primeres edicions del Campionat d'Europa de motocròs, FN fou una de les marques protagonistes. Amb una FN 500, Auguste Mingels en guanyà dues edicions seguides (1953 i 1954). Altres pilots de FN destacats a l'època varen ser Victor Leloup i Hubert Scaillet. El 1958, quan el campionat europeu ja havia esdevingut mundial, René Baeten el tornà a guanyar per a FN.
Juntament amb les marques de motocicleta Saroléa i Gillet, la producció de motocicletes de la FN formava part del que s'anomenava les "Senyoretes d'Herstal" (Demoiselles de Herstal). A finals de la dècada del 1950 i fins al 1965, FN tornà a prioritzar la producció de ciclomotors. Durant la dècada del 1960, l'empresa va produir un tricicle plegable motoritzat per a les tropes aerotransportades, l'AS 24, utilitzat gairebé exclusivament per les tropes paracaigudistes belgues.
FN Herstal va fabricar també motors de reacció des de 1949. La divisió de motors de l'empresa, FN Moteurs, es va independitzar de FN el 1987 i es va unir al grup Snecma el 1989. El 1992, va passar a anomenar-se Techspace Aero i el 2016, Safran Aero Boosters.

Galeria de vehicles FN
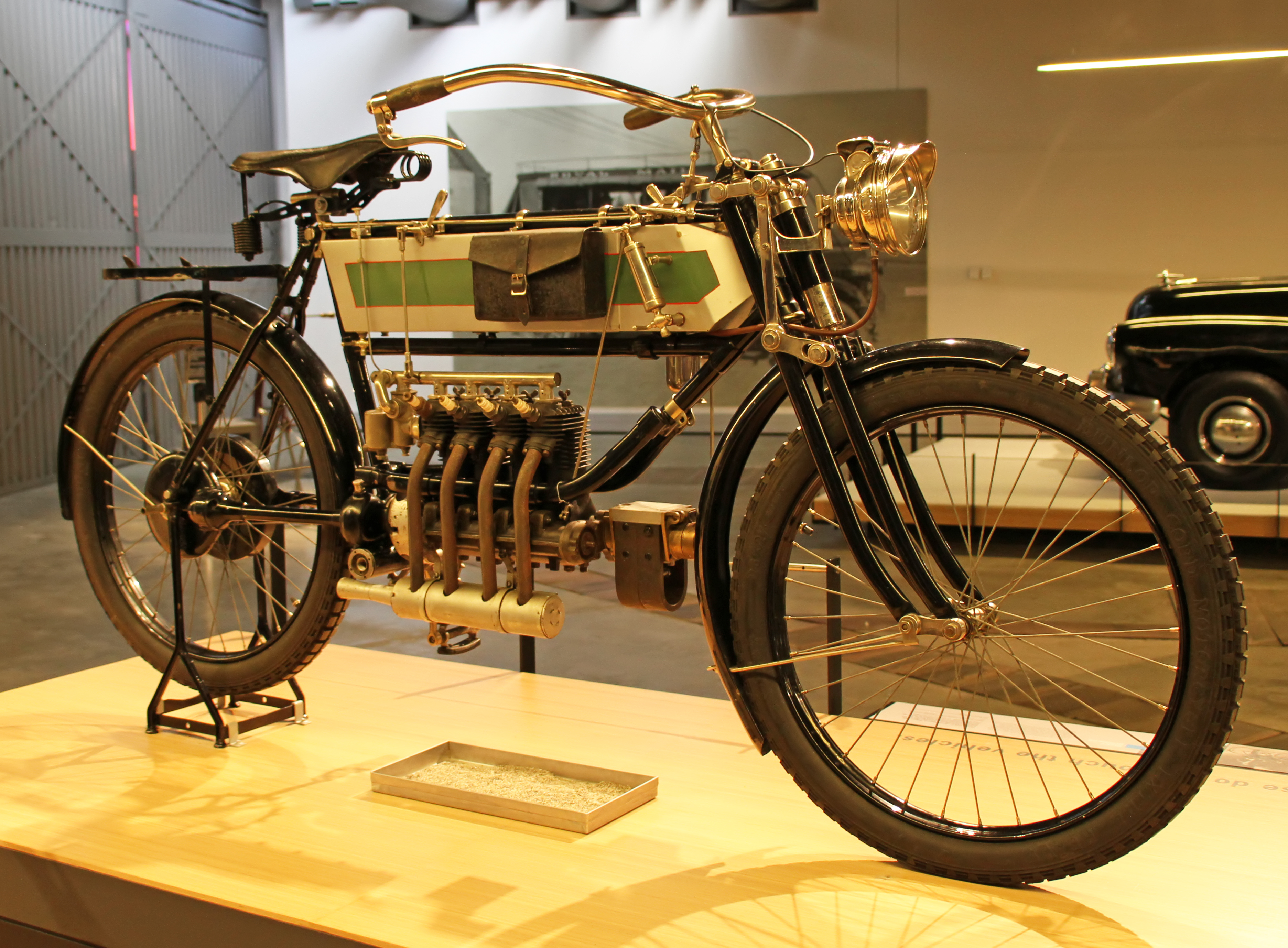
Una FN 4 cilindres de 1906
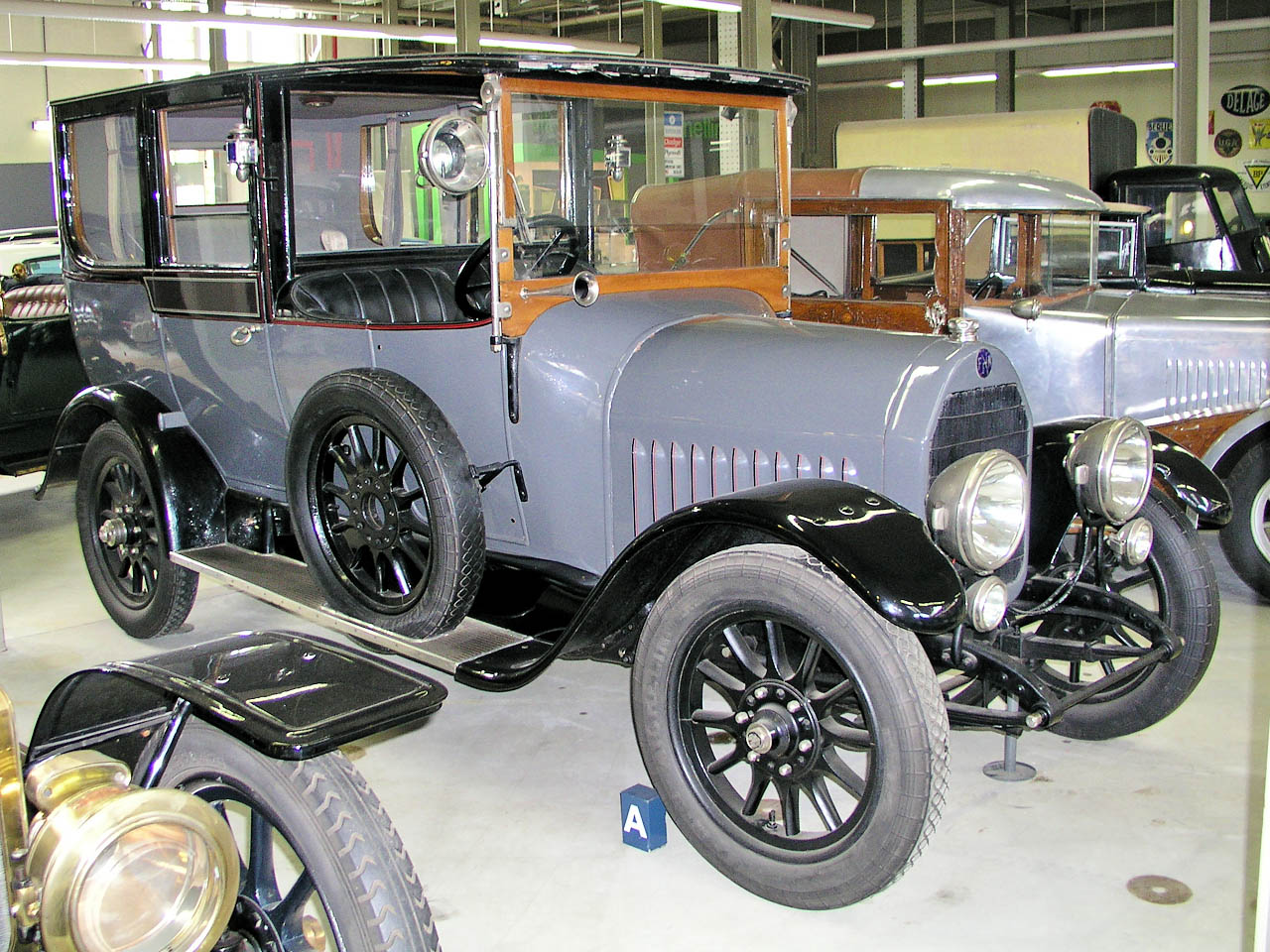
Limusina FN AT 2.700 de 1919
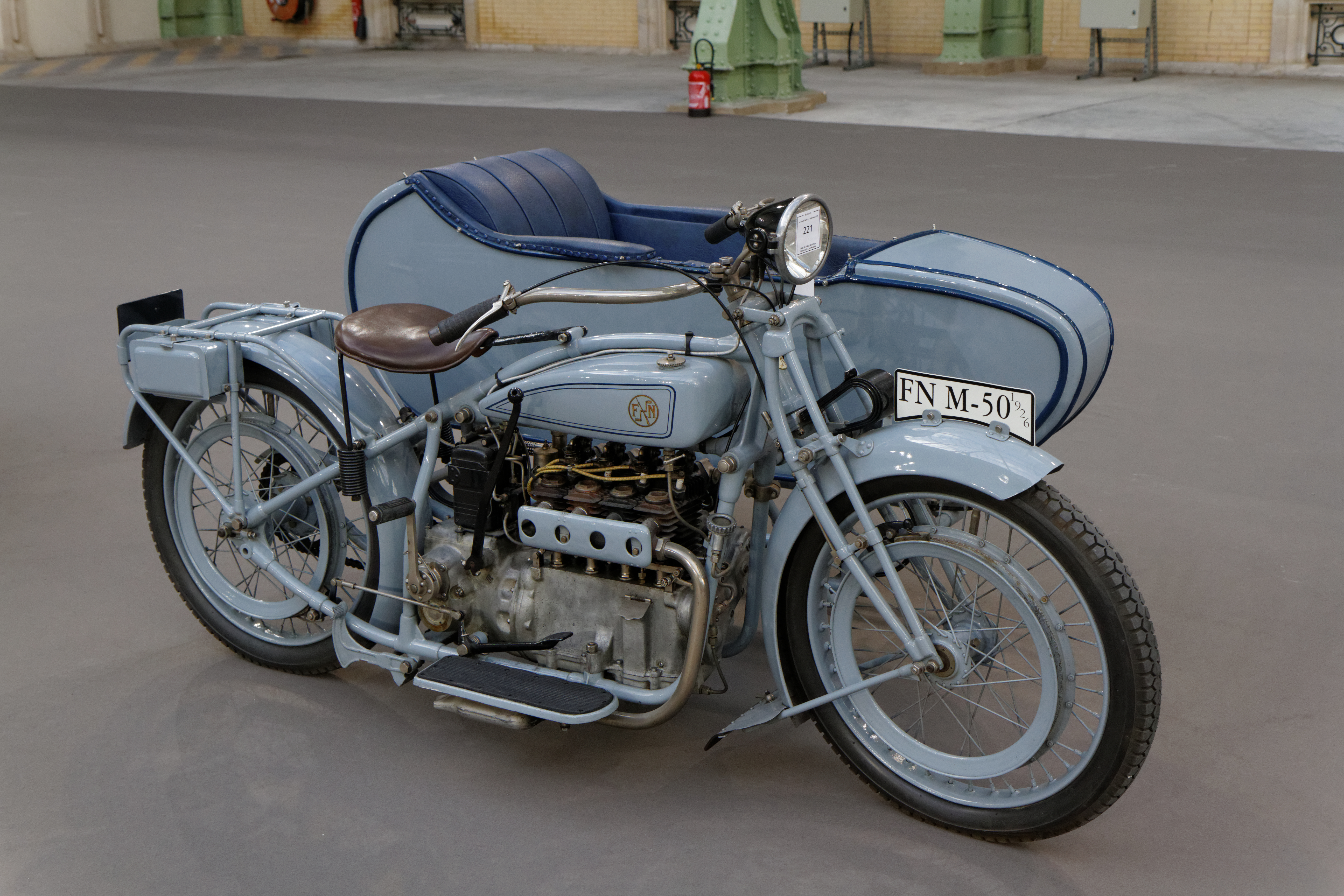
Sidecar FN M-50 Four 748cc de 1926
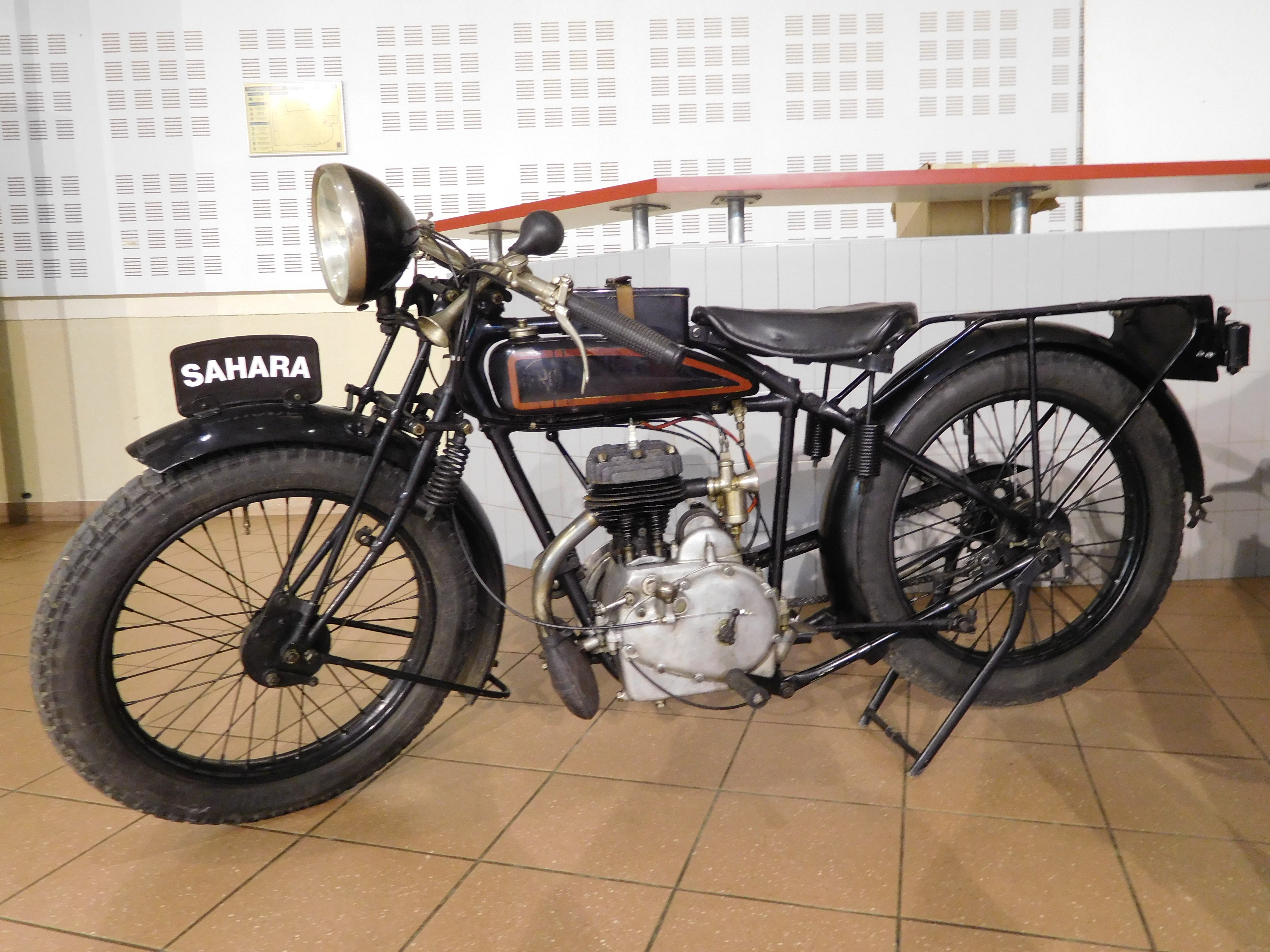
Una FN Sahara de 1927
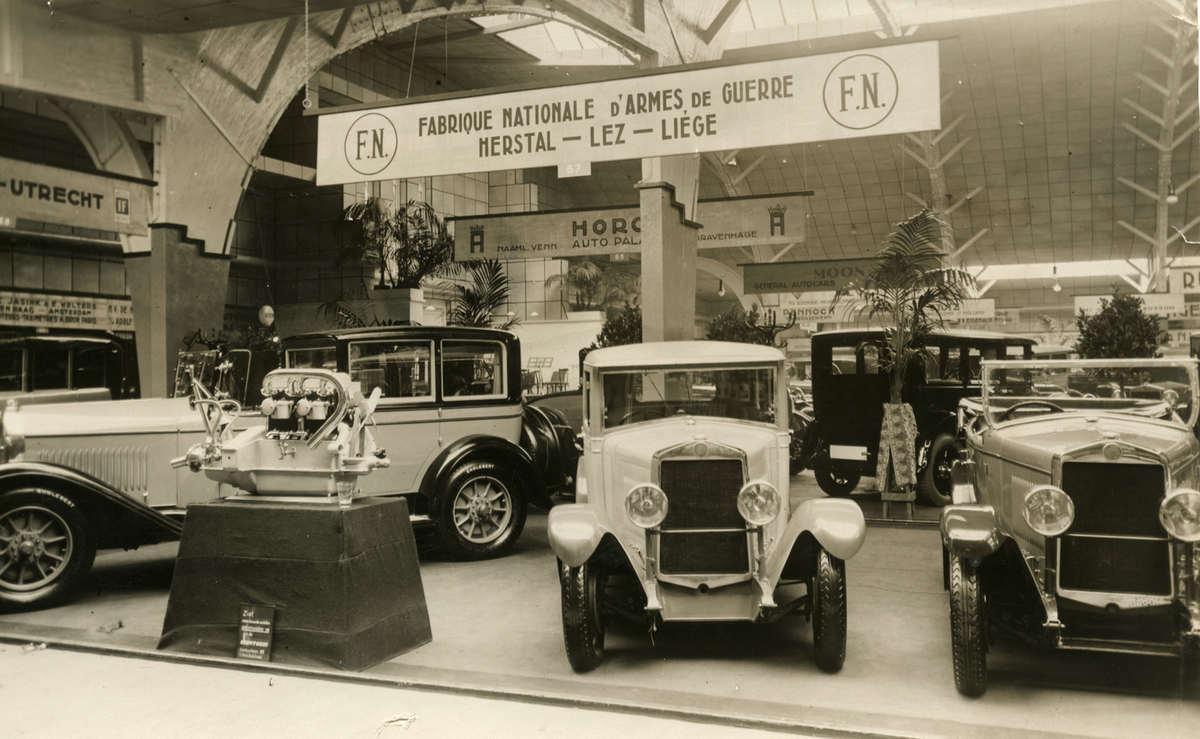
Estand de FN el 1929
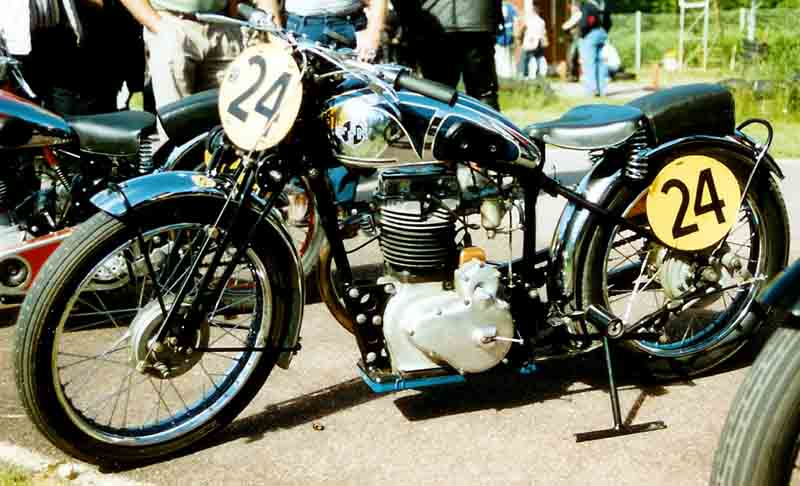
Una FN 425 cc de competició de 1947